# Macropsis gerhardi
Macropsis gerhardi är en insektsart som beskrevs av Breakey 1932. Macropsis gerhardi ingår i släktet Macropsis och familjen dvärgstritar. Inga underarter finns listade i Catalogue of Life.